# Steinkiste von Knockmaree
Die Steinkiste von Knockmaree (auch Knockmaroon; Knockmaridhe oder Knockmary Dolmen genannt) ist eine Steinkiste vom Typ Linkardstown. Sie befindet sich auf dem Knockmary (oder Knockmaree, irisch Cnoc Mháire), einem natürlichen Grat, nördlich der Upper Glen Road, westlich des St. Mary’s Hospital im Phoenix Park, nördlich von Chapelizod (irisch Séipéal Iosóid) im County Dublin in Irland. Unmittelbar benachbart ist das Gebäude der Knockmary Lodge. Die zwischen 3500 und 3000 v. Chr. errichtete Steinkiste ist auf OS-Karten als „Cist“, „Dolmen“ oder „Cromlech“ gekennzeichnet.
Der von Fließwasser ausgespülte Deckstein ist 1,96 m lang, 1,05 m breit und 0,33 m dick und stammt aus dem Fluss Liffey. Er liegt von vier 0,85 bis 0,35 m breiten Steinen gestützt etwa 0,35 m über dem heutigen Bodenniveau und ein moderner Betonpfeiler sorgt für Stabilität. Die Kiste wurde 1838 von Arbeitern mittig unter einem fünf Meter hohen, etwa 35,0 m messenden Rundhügel entdeckt. Im äußeren Teil des Hügels wurden vier kleine Steinkisten gefunden von denen jede eine Urne aus gebranntem Ton und ein Gefäß barg, in dem verbrannte Knochen und Asche gefunden wurden.
Die Kammer mit einem Stampflehmboden ist 1,2 m lang und 0,6 m breit. In der Kammer wurden zwei fast vollständige, männliche Skelette im Alter von 40 und 50 Jahren als Hockerbestattung mit einem Feuersteinmesser, einer Halskette aus Muscheln und einem Knochenknebel gefunden. Ein kleiner Teil des Decksteins fehlt und mehrere Schälchen (englisch cups) darauf sind vielleicht natürlicher Art.